# Mar Menor (Comarca)
Die Comarca Mar Menor ist eine der zwölf Comarcas in der autonomen Gemeinschaft Murcia.
Die im Südosten gelegene Comarca umfasst 4 Gemeinden auf einer Fläche von 306,69 km².

## Gemeinden
| Gemeinde              | Einwohner (2024) | Fläche km² | Dichte Einw./km² | Cod INE | Postleitzahl |
| --------------------- | ---------------- | ---------- | ---------------- | ------- | ------------ |
| Los Alcázares         | 19.506           | 19,82      | 984              | 30902   | 30710        |
| San Javier            | 35.872           | 75,10      | 478              | 30035   | 30730        |
| San Pedro del Pinatar | 28.706           | 22,37      | 1.283            | 30036   | 30740        |
| Torre-Pacheco         | 40.074           | 189,40     | 212              | 30037   | 30700        |
| Comarca Mar Menor     | 124.158          | 306,69     | 405              | –       | –            |

1. ↑  Instituto Nacional de Estadística Municipal Register of Spain